# Beër
Beër (Hebreeuws: בּאר) is een Bijbelse stad, die waarschijnlijk gelegen heeft ten westen van Hebron. In de fabel van Jotam, in het Bijbelboek Richteren (9:21) wordt naar deze stad verwezen. Beër betekent waterput of bron. Ook in het Bijbelboek Numeri (21:16) komt een Beër voor, gelegen in de woestijn Sinaï.